# Distimake

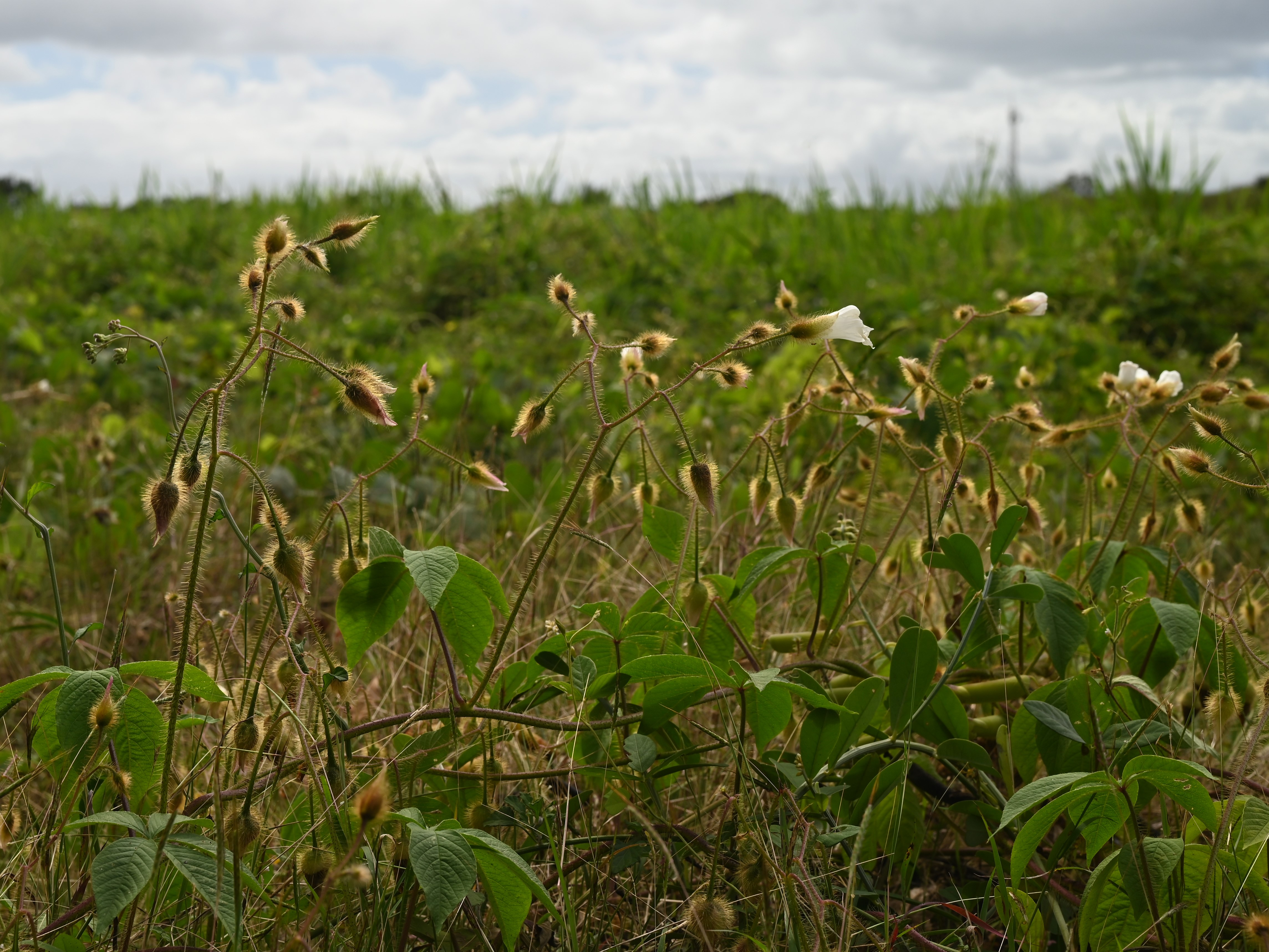
Distimake aegyptius

Distimake – rodzaj roślin z rodziny powojowatych (Convolvulaceae). Obejmuje 47 gatunków. Zasięg rodzaju obejmuje wszystkie kontynenty w strefie międzyzwrotnikowej.

## Morfologia
PokrójPnącza i półkrzewy o pędach wzniesionych lub ścielących się. Łodygi nieoskrzydlone, nagie lub owłosione. Włoski pojedyncze, rzadko rozgałęzione lub gruczołowate.
LiściePojedyncze lub złożone, całobrzegie, piłkowane lub klapowane.
KwiatyWyrastają na szypułkach z kątów liści pojedynczo lub zebrane po kilka w wierzchotki. Działki kielicha są równe lub nierówne, nagie lub owłosione. Korona biała lub żółta. Pręciki skręcone po kwitnieniu. Zalążnia dwukomorowa z czterema zalążkami.
OwoceTorebki dwukomorowe.

## Systematyka
Pozycja systematycznaRodzaj nie przypisany do plemienia z podrodziny Convolvuloideae w obrębie rodziny powojowatych (Convolvulaceae). Tradycyjnie zaliczany był do plemienia Merremieae, której przedstawiciele zwani są współcześnie grupą „Merremioids”. Grupa jest problematyczna taksonomicznie ze względu na problemy z ustaleniem synapomorfii i cech, na których można by wyraźnie oprzeć delimitację rodzajów. W drugim i trzecim dziesięcioleciu XXI wieku trwają badania nad filogenezą i klasyfikacją tej grupy.
Wykaz gatunków
- Distimake aegyptius (L.) A.R.Simões & Staples
- Distimake ampelophyllus (Hallier f.) A.R.Simões & Staples
- Distimake aparantae Sujit Patil, Shimpale & A.R.Simões
- Distimake aturensis (Kunth) A.R.Simões & Staples
- Distimake aureus (Kellogg) A.R.Simões & Staples
- Distimake austinii (J.A.McDonald) A.R.Simões & Staples
- Distimake bipinnatipartitus (Engl.) A.R.Simões & Staples
- Distimake cielensis (J.A.McDonald) A.R.Simões & Staples
- Distimake cissoides (Lam.) A.R.Simões & Staples
- Distimake contorquens (Choisy) A.R.Simões & Staples
- Distimake davenportii (F.Muell.) A.R.Simões & Staples
- Distimake digitatus (Spreng.) A.R.Simões & Staples
- Distimake dimorphophyllus (Verdc.) A.R.Simões & Staples
- Distimake dissectus (Jacq.) A.R.Simões & Staples
- Distimake ericoides (Meisn.) Petrongari & Sim.-Bianch.
- Distimake flagellaris (Choisy) A.R.Simões & Staples
- Distimake grandiflorus (Ooststr.) A.R.Simões & Staples
- Distimake guerichii (A.Meeuse) A.R.Simões & Staples
- Distimake hasslerianus (Chodat) A.R.Simões & Staples
- Distimake hirsutus (O'Donell) Petrongari & Sim.-Bianch.
- Distimake hoehnei (Petrongari & Sim.-Bianch.) Petrongari & Sim.-Bianch.
- Distimake igneus (Schrad.) A.R.Simões & Staples
- Distimake kentrocaulos (C.B.Clarke) A.R.Simões & Staples
- Distimake kimberleyensis (R.W.Johnson) A.R.Simões & Staples
- Distimake lobulibracteatus (E.Carranza & Murguía) A.R.Simões & Petrongari
- Distimake macdonaldii (S.Valencia & Mart. Gord.) A.R.Simões & Staples
- Distimake macrocalyx (Ruiz & Pav.) A.R.Simões & Staples
- Distimake maragniensis (Choisy) Petrongari & Sim.-Bianch.
- Distimake multisectus (Hallier f.) A.R.Simões & Staples
- Distimake nervosus (Pittier) A.R.Simões & Staples
- Distimake palmeri (S.Watson) A.R.Simões & Staples
- Distimake quercifolius (Hallier f.) A.R.Simões & Staples
- Distimake quinatus (R.Br.) A.R.Simões & Staples
- Distimake quinquefolius (L.) A.R.Simões & Staples
- Distimake repens (D.F.Austin & Staples) Petrongari & Sim.-Bianch.
- Distimake rhyncorhiza (Dalzell) A.R.Simões & Staples
- Distimake sagastegui-alvae (E.Rodr., J.Briceño, Billman & A.Bosw.) A.R.Simões & Petrongari
- Distimake semisagittus (Griseb. ex Peter) A.R.Simões & Staples
- Distimake somalensis (Hallier f.) A.R.Simões & Staples
- Distimake stellatus (Rendle) A.R.Simões & Staples
- Distimake subpalmatus (Verdc.) A.R.Simões & Staples
- Distimake ternifoliolus (Pittier) A.R.Simões & Staples
- Distimake tomentosus (Choisy) Petrongari & Sim.-Bianch.
- Distimake tuberosus (L.) A.R.Simões & Staples
- Distimake verdcourtianus (Lejoly & Lisowski) A.R.Simões & Mwanga Mwanga
- Distimake vitifolius (Burm.f.) Pisuttimarn & Petrongari
- Distimake weberbaueri (Ooststr.) A.R.Simões & Petrongari